# Mortynight Run
"Mortynight Run" er det andet afsnit i den anden sæson af Adult Swims tegnefilmserie Rick and Morty. Det er skrevet af David Phillips og instrueret af Dominic Polcino, og afsnittet havde premiere den 2. august 2015, selvom det blev lækket online inden da.
Efter at have afleveret Jerry i en dagpleje der er bygget til alternative versioner af Jerry fra andre universer, sælger Rick en pistol til lejemorderen Krombopulos Michael, men Morty beslutter at redde morderens mål.
Sangen "Goodnight Moonmen" bliver sunget af Jemaine Clement, og blev senere udgivet på The Rick and Morty Soundtrack, mens art director James McDermott udgav konceptkunst fra episoden. Rick samler en sten op, der indeholder en arasit, som rammer i "Total Rickall", mens Mortys karakter udvikler sig, efter han beslutter at begå mord. Ved premieren blev afsnittet set af omkring 2,19 mio. personer, og det blev godt modtaget..